# Avenida Tláhuac
La avenida Tláhuac es una vía urbana del sureste de la Ciudad de México. Inicia en la colonia Minerva de la alcaldía Iztapalapa y concluye en el centro histórico de San Pedro Tláhuac, la cabecera de la alcaldía Tláhuac. Antiguamente se llamó calzada México-Tulyehualco y comprendía también la vialidad que actualmente se conoce como calzada Tláhuac-Tulyehualco y une estas dos localidades.

## Descripción
La avenida Tláhuac forma parte de la vialidad primaria de la Ciudad de México. A través de ella pueden circular autotransportes en dos sentidos en el tramo entre la colonia Minerva y el paso del Conejo en San Francisco Tlaltenco. Entre este último hito y el centro histórico de Tláhuac, la circulación es de sur a norte, mientras que el sentido contrario puede desplazarse por el par vial Ferrocarril de San Rafael Atlixco. La anchura de la vía es variable, es particularmente amplia en la zona comprendida entre el panteón de San Lorenzo Tezonco y el arco de Zapotitlán. Hasta antes de las obras de construcción de la línea doce del metro de la Ciudad de México, la avenida contaba con un camellón sembrado de palmeras y otros árboles en el tramo comprendido entre Minerva y San Francisco Tlaltenco. La obra del metro implicó la destrucción de este elemento y la pérdida de la vegetación.

## Transporte
Sobre la avenida Tláhuac se realiza la mayor parte del tráfico entre la alcaldía Tláhuac y el centro de la ciudad. Varias rutas de autobuses urbanos concesionados recorren la vía, algunas solo en pequeños tramos; las principales son las rutas 12,44,56 y 21, que prestan su servicio entre Milpa Alta, Míxquic y Tulyehualco en el sur, y la Central de Abasto de la Ciudad de México, La Merced, y la estación del metro Tasqueña en el norte.
Una línea del trolebús, hasta principios de 2010 prestó servicios de San Lorenzo Tezonco a este último punto, recorriendo la avenida Tláhuac desde el límite entre Iztapalapa y Tláhuac hasta Pueblo Culhuacán. El servicio de trolebús fue inicialmente recortado hasta Lomas Estrella, por la construcción de la línea 12 del metro de la Ciudad de México, inaugurada el 30 de octubre de 2012, la cual corre gran parte de la avenida Tláhuac, desde la colonia Tlaltenco hasta Pueblo Culhuacán, de ahí parte hacia el norte y hace conexión con la estación Atlalilco de la Línea 8. Dicha tramo volvió a ser reactivado inicialmente en 2021, como parte un servicio emergente (para la Línea 12), tras el colpaso de una trabe de la Línea 12, sobre dicha avenida, en la interestación Tezonco-Olivos el 3 de mayo de 2021, quedando restablecido como un servicio alimentador del metro, a principios de 2023 y posteriormente quedó restablecido el servicio hasta Periférico Oriente, en enero de 2024.

## Monumentos
- Puente de El Vergel. Se localiza en la esquina de las avenidas Tláhuac y Canal de Garay. Fue trasladado piedra por piedra unos cien metros hacia el oriente cuando se construyó un puente vehicular en esa intersección. Por encima de este puente cruza la Línea 12 del metro, y en suelo se encuentra un CETRAM, parte de la estación Periférico Oriente de la Línea 12.
- Hacienda de San Nicolás Tolentino. El casco y la troje de esta finca que perteneció a Íñigo Noriega Lasso se encuentra sobre la avenida Tláhuac, dentro del panteón civil de San Lorenzo Tezonco.
- Fuente de la Unidad Tlahuaquense, conocida como Las Ollas. Fue donada por el club Rotario de Tláhuac y se encuentra frente al panteón de San Lorenzo Tezonco, en la intersección de la avenida Tláhuac y el camino a La Turba, en el límite entre Iztapalapa y Tláhuac.
- Monumento a la pirotecnia. Se localiza en la intersección de Tláhuac y la calle Juan de Dios Peza, en la entrada del pueblo de Santiago Zapotitlán. Es la representación de un hombre que carga un torito como los que se encienden en la Fiesta de Luces y Música que se celebra en ese lugar. En la misma glorieta se encuentran una fuente y el arco de Zapotitlán.
- Monumento al Carnaval de Tlaltenco. Se encuentra un poco antes de la plaza de Paso del Conejo, en el pueblo de San Francisco Tlaltenco. Representa a un charro y una china ataviados de acuerdo con la tradición local para las festividades de Semana Santa.